# Jon Arbuckle
Jonathan "Jon" Quentin Arbuckle Jim Davis Garfield című képregényének szereplője. Megjelenik a Garfield-rajzfilmekben, az élőszereplős mozifilmekben, valamint a CGI-s filmekben és sorozatban is. Neve egy 1950-es rádióműsorból ered.
Jon egy esetlen ember, Garfield és Ubul gazdája. Általában Garfielddal társalog, mivel ő mindig meghallgatja – néha akaratán kívül is.

## Története
Jon július 28-án született, 1950-ben, habár az 1980. december 23-i képsorban 29 évesnek mondja magát. Szemszíne zöld, kontaklencsét hord. Kedvenc zenei stílusa a polka. Gyakran játszik tangóharmonikán, gitáron.
Rokonai: Jon anyja, aki mindig finomságokat süt, és karácsonykor furcsa pulcsikat készít és küld el a fiának és Garfieldnak; Jon apja, aki egy igazi farmer; valamint Doki Bátyó, a testvére, aki kicsit sem kedveli Jont, gyakran gúnyolják egymást. Jon úgy véli azért távolodtak el egymástól, mert ő városba költözött, igazából a bátyja nem szereti, ha Bátyónak szólítja.
Ismert rokona még a nagyija, aki extrém sportokat űz, és aki Jon anyjához hasonlóan finom ételeket készít. A Garfield és barátaiból még rengeteg elődje ismert, pl. Tony Arbuckle, aki a világ legrosszabb ízű pizzáit készítette, ráadásul nagyon rosszul énekelt.
Jonnal már kiskorában is sok szerencsétlenség történt, amikről több képsorban is nosztalgiázva mesél Garfieldnek. Kiskorában még az övé volt Mici, a plüssmackó, akit megvédett Doki Bátyótól. Később kinőtte, és egy fiókba rakta, ahol Garfield megtalálta. Egy idő után már úgy érezte, elmegy a farmról, és a városba költözött.
A bestweekever.tv oldalon őt szavazták meg a legdepressziósabb képregényszereplőnek.

### Karrierje
Jon egy képregényrajzoló, ezt már az első megjelenésekor tudatta az olvasókkal. Ezt később Liz is megerősíti a 2010. május 2-i képsorban, amikor elmondja a szüleinek Jon foglalkozását. A karakter hivatását megtartották a televíziós sorozatokban és a filmekben is.

## A sikertelen randizások
A képregény egyik nagy poénja, hogy Jon a világ legpocsékabb randizójaként ismert, a randevúkat a lehető legváltozatosabb módon tudja tönkretenni. A legtöbb nő a vele töltött randi után elmenekül vagy megfenyegeti őt, ha ezek nem történnek meg, akkor általában a nő ronda szokott lenni. Próbálkozásai legfőbb célpontja Dr. Liz Wilson, Garfield állatorvosa volt, de eleinte vele sem járt nagy sikerrel; míg végül a 2007. július 28-i képregényben, pont a szülinapján sikerült összejönniük, miután Liz számára is világossá vált, hogy Jon Garfield és Ubul gazdájaként szintén nagy állatbarát. Összejövésükkel azonban továbbra is megmaradtak Jon pocsék randijai poénforrásnak, ám az eddigi nőkkel ellentétben Liz jól viseli ezeket.

## Fordítás
Ez a szócikk részben vagy egészben  a   Jon Arbuckle című angol Wikipédia-szócikk fordításán alapul.  Az eredeti cikk szerkesztőit annak laptörténete sorolja fel. Ez a jelzés csupán a megfogalmazás eredetét és a szerzői jogokat jelzi, nem szolgál a cikkben szereplő információk forrásmegjelöléseként.